# 가의와 불가의
가의(可意)는 마음에 맞다 또는 마음에 들다는 뜻으로 즐거운 것 또는 환희할 만한 것을 말한다. 다른 한자어로는 마음에 합치한다는 뜻에서 합의(合意)라고도 한다.
가의의 반대말은 불가의(不可意)로, 마음에 맞지 않다 또는 마음에 들지 않다는 뜻으로 좋아할 만하지 않은 것 또는 싫어할 만한 것을 말한다.
가의법(可意法)은 가의의 성질의 법, 즉 좋아할 만한 것 또는 즐겨할 만한 것을 말한다. 불가의법(不可意法)은 불가의의 성질의 법, 즉 좋아할만 하지 않은 것 또는 즐겨할 만하지 않은 것을 말한다.
가의경(可意境) 또는 가의지경(可意之境)은 마음에 맞는 대상 · 즐거운 대상 또는 좋아하는 대상을 말한다. 위의경(違意境) 또는 위의지경(違意之境)은 마음에 맞지 않은 대상 · 괴로운 대상 또는 싫어하는 대상을 말한다.
일여(一如: 1352~1425) 등의 《삼장법수(三藏法數)》에 따르면,

탐(貪)은 인취지심(引取之心) 즉 끌어들이고 취하는 마음을 말한다. 유정은 5진(五塵) 즉 색 · 성 · 향 · 미 · 촉의 5경 가운데 마음에 맞는 대상[可意之境]에 대해서는 그것을 탐(貪: 끌어들이고 취함)하고 그것에 집착하며 그것에 대해 갖가지 번뇌와 업을 일으킨다. 그리고 이로 인해 마음이 3계에 묶인 상태가 되어서 해탈을 얻지 못한다. 이러한 계박(繫縛)의 뜻에서 탐(貪: 끌어들이고 취함)이라는 번뇌를 탐박(貪縛, 산스크리트어: rāga-bandhana)이라 이름한다.
진(瞋)은 분노지심(忿怒之心) 즉 분노하는 마음을 말한다. 유정은 5진(五塵) 즉 색 · 성 · 향 · 미 · 촉의 5경 가운데 마음에 맞지 않은 대상[違意之境]에 대해서는 분노를 일으키고 또한 그것에 대해 갖가지 번뇌와 업을 일으킨다. 그리고 이로 인해 마음이 욕계에 묶인 상태가 되어서 해탈을 얻지 못한다. 이러한 계박(繫縛)의 뜻에서 진(瞋: 분노)이라는 번뇌를 진박(瞋縛, 산스크리트어: dvesa-bandhana)이라 이름한다.

## 같이 보기
- 소연경
- 소락경
- 3박
- 3수
- 3고

## 참고 문헌
- 곽철환 (2003). 《시공 불교사전》. 시공사 / 네이버 지식백과. |title=에 외부 링크가 있음 (도움말)
- 미륵 지음, 현장 한역, 강명희 번역 (K.614, T.1579). 《유가사지론》. 한글대장경 검색시스템 - 전자불전연구소 / 동국역경원. K.570(15-465), T.1579(30-279). |title=에 외부 링크가 있음 (도움말)
- 세친 지음, 현장 한역, 권오민 번역 (K.955, T.1558). 《아비달마구사론》. 한글대장경 검색시스템 - 전자불전연구소 / 동국역경원. K.955(27-453), T.1558(29-1). |title=에 외부 링크가 있음 (도움말)
- 호법 등 지음, 현장 한역, 김묘주 번역 (K.614, T.1585). 《성유식론》. 한글대장경 검색시스템 - 전자불전연구소 / 동국역경원. K.614(17-510), T.1585(31-1). |title=에 외부 링크가 있음 (도움말)
- 세친 지음, 현장 한역, 송성수 번역 (K.618, T.1612). 《대승오온론》. 한글대장경 검색시스템 - 전자불전연구소 / 동국역경원. K.618(17-637), T.1612(31-848). |title=에 외부 링크가 있음 (도움말)
- 운허.  동국역경원 편집, 편집. 《불교 사전》. |title=에 외부 링크가 있음 (도움말)
- (영어) DDB. 《Digital Dictionary of Buddhism (電子佛教辭典)》. Edited by A. Charles Muller. |title=에 외부 링크가 있음 (도움말)
- (중국어) 미륵 조, 현장 한역 (T.1579). 《유가사지론(瑜伽師地論)》. 대정신수대장경. T30, No. 1579. CBETA. |title=에 외부 링크가 있음 (도움말)
- (중국어) 佛門網. 《佛學辭典(불학사전)》. |title=에 외부 링크가 있음 (도움말)
- (중국어) 星雲. 《佛光大辭典(불광대사전)》 3판. |title=에 외부 링크가 있음 (도움말)
- (중국어) 세친 조, 현장 한역 (T.1612). 《대승오온론(大乘五蘊論)》. 대정신수대장경. T31, No. 1612, CBETA. |title=에 외부 링크가 있음 (도움말)
- (중국어) 세친 조, 현장 한역 (T.1558). 《아비달마구사론(阿毘達磨俱舍論)》. 대정신수대장경. T29, No. 1558, CBETA. |title=에 외부 링크가 있음 (도움말)
- (중국어) 호법 등 지음, 현장 한역 (T.1585). 《성유식론(成唯識論)》. 대정신수대장경. T31, No. 1585, CBETA. |title=에 외부 링크가 있음 (도움말)